# Escrevedeira-de-garganta-preta

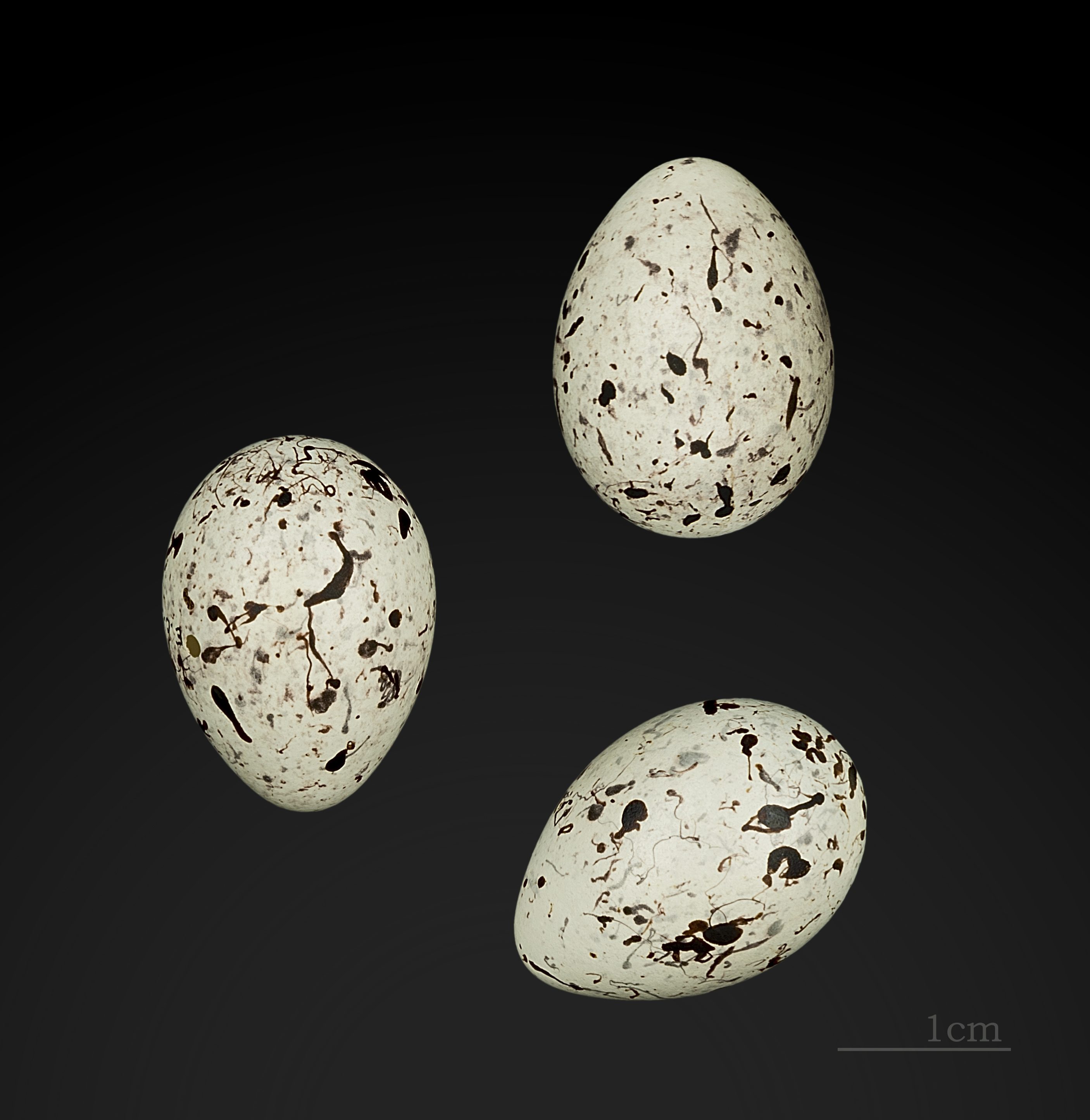
Emberiza cirlus - MHNT

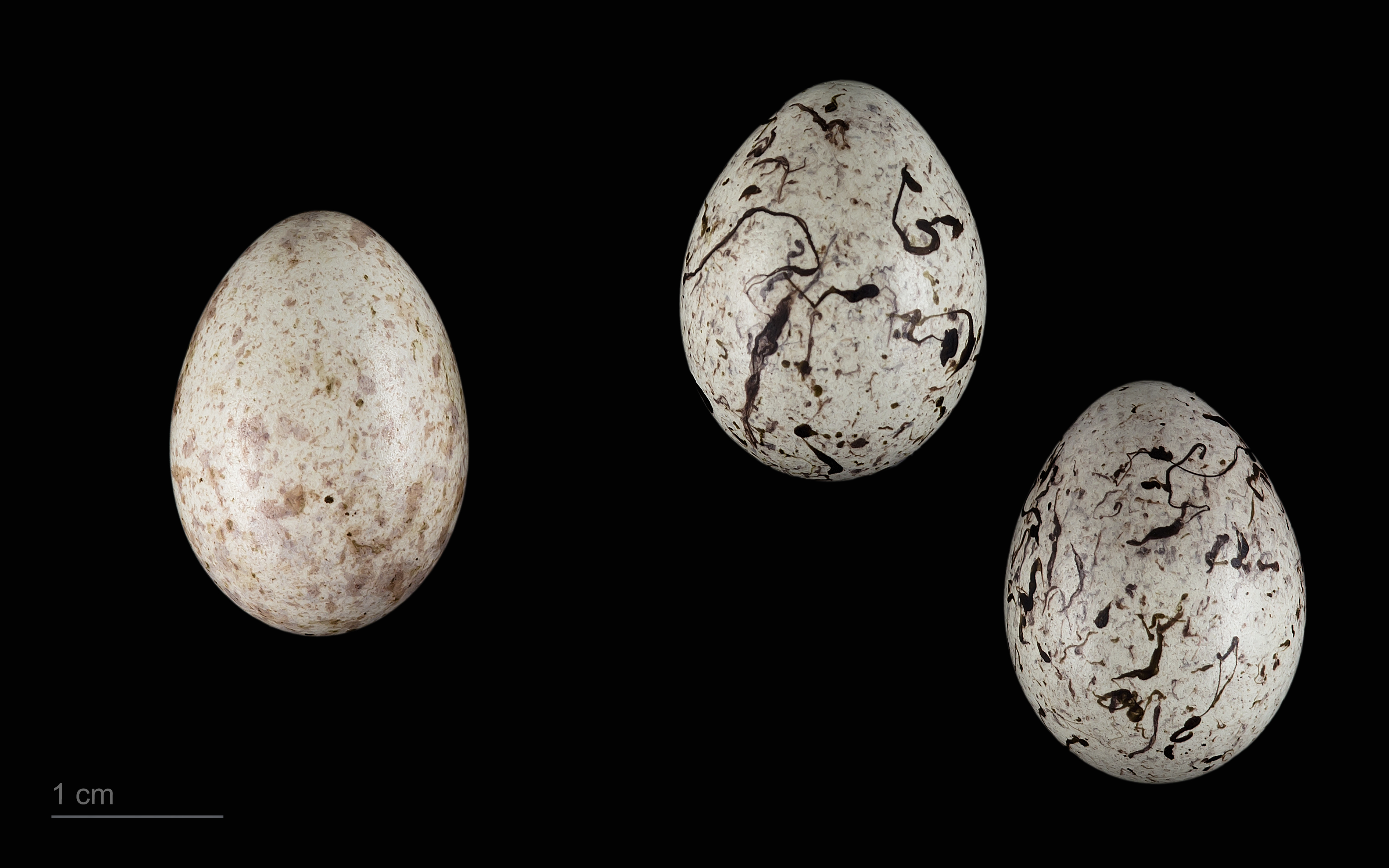
Cuculus canorus canorus em um ninho de Emberiza cirlus - MHNT

Escrevedeira-de-garganta-preta (Emberiza cirlus) é uma ave da família Emberizidae. Tem cerca de 15 cm de comprimento, caracterizando-se pela cabeça com um padrão riscado de preto e amarelo.
Esta escrevedeira distribui-se principalmente pelo sul da Europa, desde Portugal à Turquia, ocorrendo também no extremo sul de Inglaterra e no Norte de África.
Em Portugal é uma espécie razoavelmente comum, que se distribui de norte a sul do país. É uma espécie residente.

## Subespécies
A espécie é monotípica (não são reconhecidas subespécies)